# Bahnhof Eltville

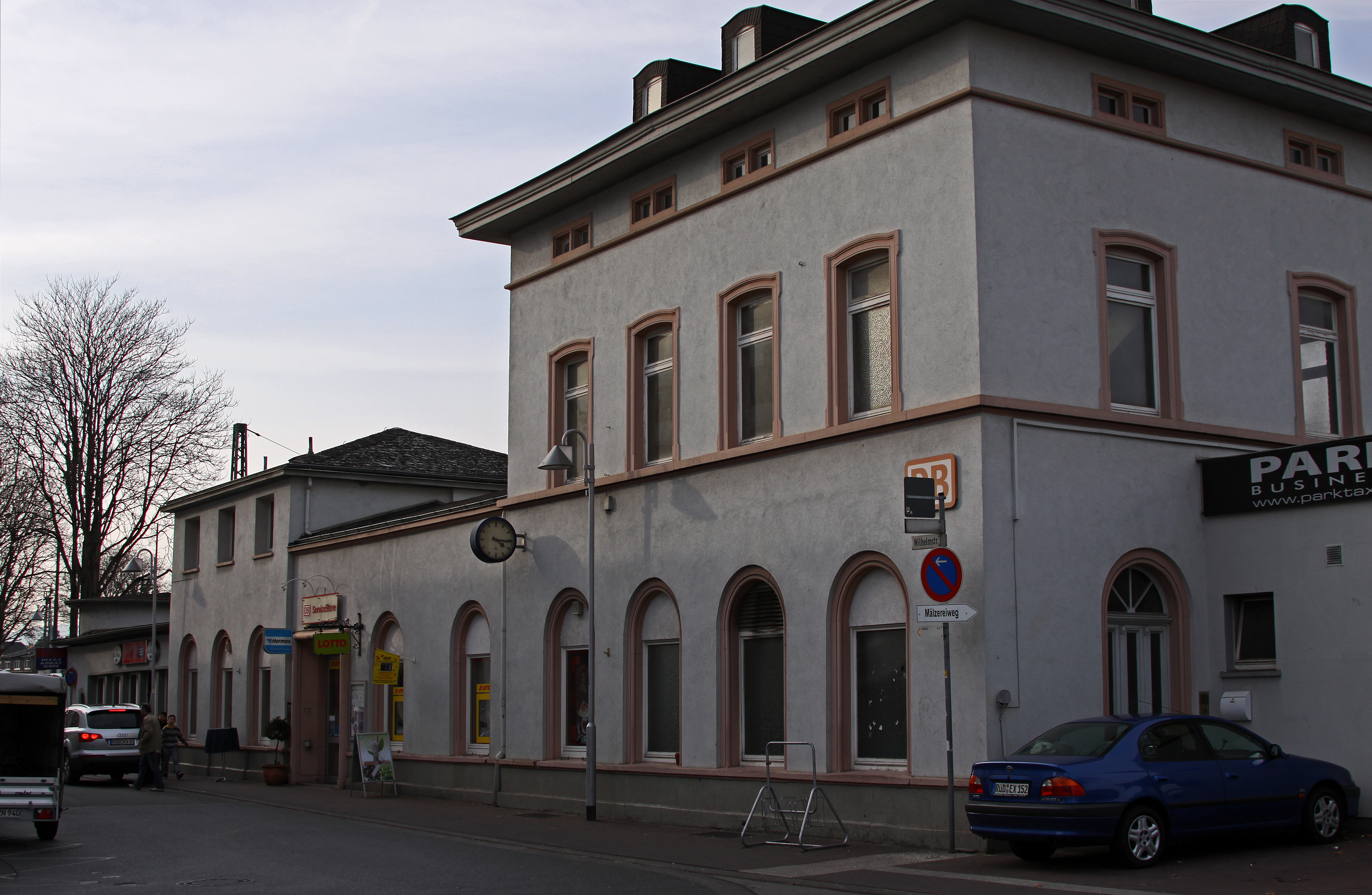
Straßenseite des Empfangsgebäudes (2012)

Der Bahnhof Eltville (auch: Bahnhof Eltville (Rhein)) ist der Bahnhof der Stadt Eltville im Rheingau an der rechten Rheinstrecke von Wiesbaden nach Koblenz.

## Geschichte
Der Bahnhof wurde am 11. August 1856 mit dem Streckenabschnitt Wiesbaden–Rüdesheim der Nassauischen Rheinbahn eröffnet. Das Empfangsgebäude war anfangs nur eine offene Halle.

### Kleinbahn
Am 1. Juli 1895 wurde die Dampfstraßenbahn Eltville–Schlangenbad als Eltviller Kleinbahn eröffnet. Diese führte vom Bahnhofsvorplatz aus durch die Weinberge und den Winzerort Neudorf (heute Martinsthal), vorbei am hochgelegenen Rauenthal in den Taunus hinauf zu dem seit zwei Jahrhunderten bekannten Kurort Schlangenbad. Am 1. Dezember 1922 wurde die Kleinbahn aufgrund sinkender Fahrgastzahlen von der bisherigen Eigentümerin, der Allgemeinen Deutschen Kleinbahn-AG und ihrer seit 1915 tätigen Betriebsgesellschaft, der Allgemeinen Deutschen Eisenbahn-Betriebs-GmbH (ADEG), eingestellt.

## Infrastruktur
Das Empfangsgebäude ist ein traufständiger, doppelgeschossiger Putzbau mit Walmdach, beidseitig mit flacheren Anbauten.
Der Bahnhof Eltville ist der einzige Bahnhof zwischen Rüdesheim und Wiesbaden Hauptbahnhof, der noch über ein drittes Gleis verfügt. Dieses wird von der dort endenden Linie RE 9 genutzt. Der Eltviller Bahnhof verfügt über einen Hausbahnsteig (Gleis 1), der barrierefrei zugänglich ist, und einen Inselbahnsteig für die Gleise 2 und 3, der nur über die Treppenstufen einer Unterführung erreicht werden kann. Von Gleis 1 fahren die Züge in Richtung Wiesbaden und Frankfurt (Main) Hauptbahnhof und von Gleis 2 in Richtung Rüdesheim, Kaub, Koblenz und Neuwied.
Weichen und Signale des Bahnhofs wurden von 1954 bis 3. Oktober 2014 von einem Drucktastenstellwerk (Bauart Dr S2) gesteuert. 2014 ging ein Elektronisches Stellwerk (ESTW-A) in Betrieb.
Auf dem Bahnhofsvorplatz wurde ein Busbahnhof mit Haltestellen für die RMV-Linienbusse der Linie 171 nach Rüdesheim und Wiesbaden sowie für die RTV-Linienbusse nach Kiedrich und Kloster Eberbach (Linie 172) bzw. in Richtung Martinsthal, Rauenthal und Schlangenbad (Linie 173) eingerichtet. Seit dem Fahrplanwechsel im Dezember 2022 besteht eine Verbindung nach Idstein (Linie 265). Des Weiteren befindet sich am Bahnhof ein Taxistand und in Richtung der Straßenunterführung Weinhohle eine P+R-Anlage, die über den Mälzereiweg zu Fuß erreichbar ist.

## Betrieb

### Personenverkehr

#### Fernverkehr
Vom Netz des Schienenpersonenfernverkehrs ist der Bahnhof seit Jahren abgekoppelt. Einzige fahrplanmäßige Ausnahme stellte bis 2016 während der Weinfeste im September und Oktober der IC 2415 dar. 
| Linie   | Verlauf | Takt                                          |
| ------- | --- | --------------------------------------------- |
| IC 2415 | Dortmund Hbf – Bochum Hbf – Essen Hbf – Mülheim (Ruhr) Hbf – Duisburg Hbf – Düsseldorf Hbf – Köln Hbf – Bonn Hbf – Remagen – Andernach – Koblenz Hbf – Assmannshausen – Rüdesheim(Rhein) – Eltville – Mainz Hbf – Mannheim Hbf – Stuttgart Hbf | Ein Zug wöchentlich (1. Sep. bis 27. Okt. Fr) |

#### Regionalverkehr
Der Bahnhof von Eltville wird stündlich, im Berufsverkehr teilweise auch halbstündlich, durch zwei Angebote der RheingauLinie bedient, die Linie RB10 und seit dem Fahrplanwechsel 2018/2019 die Linie RE9 als Expressverbindung nach Frankfurt (Main) Hbf, die den Wiesbadener Hauptbahnhof auslässt und die direkte Strecke der Taunus-Eisenbahn zwischen Wiesbaden-Biebrich und Mainz-Kastel befährt.
| Linie | Linienverlauf | Takt                                                                   |
| ----- | --- | ---------------------------------------------------------------------- |
| RE 9  | RheingauExpress: Eltville – Niederwalluf – Wiesbaden-Schierstein – Wiesbaden-Biebrich – Mainz-Kastel – Frankfurt-Höchst – Frankfurt (Main) Hbf Stand: Fahrplanwechsel Dezember 2023 | 60 min (nur zur HVZ)                                                   |
| RB 10 | RheingauLinie: Frankfurt (Main) Hbf – Frankfurt-Höchst – Mainz-Kastel – Wiesbaden Hbf – Wiesbaden-Biebrich – Wiesbaden-Schierstein – Niederwalluf – Eltville – Erbach (Rheingau) – Hattenheim – Oestrich-Winkel – Geisenheim – Rüdesheim (Rhein) – Assmannshausen – Lorch (Rhein) – Lorchhausen – Kaub – St. Goarshausen – Kestert – Kamp-Bornhofen – Filsen – Osterspai – Braubach – Oberlahnstein – Niederlahnstein – Koblenz Hbf – Koblenz Stadtmitte – Neuwied Stand: Fahrplanwechsel Dezember 2023 | 60 min 30 min (Frankf.–Assmannshausen) 30 min (Frankf.–KO Hbf zur HVZ) |

### Güterverkehr
Die Güterabfertigung wurde Ende des 20. Jahrhunderts eingestellt. Die dem Güterverkehr dienenden Gleise waren nach 2000 großteils noch vorhanden, wurden jedoch vom Schienennetz abgeschnitten.  Der ehemalige Güterschuppen steht gegenüber dem Empfangsgebäude. Das dahin führende Gleis ist nicht mehr vorhanden, nur die Brücke über die Straße Weinhohle existiert noch.
Seit dem Jahr 2023 wird das Areal des alten Güterbahnhofs abgerissen. Hinter dem Bahnhof sollen später Mehrfamilienhäuser errichtet werden. Die ehemaligen Gleise des Güterverkehrs sind inzwischen vollständig verschwunden.